# صخر بن عمرو
صخر بن عمرو بن الحارث بن الشريد الرياحي الخُفَافي السُلَمي أخو الخنساء، كان من سادات وفرسان قبيلة بني سُلَيم وشعرائهم عاش في عصر الجاهلية ولم يدرك الإسلام، وكان محبوباً في عشيرته شريفاً في قومه.

## نسبه
- هو صخر بن عمرو بن الحارث بن الشريد وهو عمرو بن رياح بن يقظة بن عصية بن خفاف بن امرئ القيس بن بهثة بن سليم بن منصور بن عكرمة بن خصفة بن قيس عيلان بن مضر بن نزار بن معد بن عدنان،

وهو من آل الشريد من سادات وأشراف العرب وملوك قبيلة بني سليم في الجاهلية.

## شرفه في سليم
مما ورد في أخباره أن ابوه عمرو بن الشريد كان يمسك بيد صخر ومعاوية (اخوه) فينزل في الموسم ويقول انا أبو خيري مضر ومن عيَب فليغير فلا يغير أحد عليه فكان يقول من أتى بمثلهما من قبيلة فله حكمه فتقرّ له العرب بذلك.

## مقتله
خرج صخر بن عمرو الى قرب ديار هذيل يريد الغزو فخرج له رجل من هذيل وطعن صخر في صدره فجرحه جرحا شديدا فلم يزل الجرح في صدره حتى يؤس منه فسألوا امرأته عنه فقالت لا حي فيرجى ولا ميت فيريح وهو يسمع قولها فقال: 
ومات من الطعنة قبل الإسلام وهو أخو الخنساء لأبيها. وقالت ترثيه:
وقيل بل الذي طعنه رجل من بني أسد بن خزيمة يقال له صور بن ربيعة الأسدي.